# Stelling van Cayley
In de groepentheorie, een onderdeel van de wiskunde, zegt de stelling van Cayley dat elke eindige groep {\displaystyle G} isomorf is met een ondergroep van een symmetrische groep. In het bijzonder is {\displaystyle G} isomorf met een ondergroep van de symmetrische groep van {\displaystyle G} zelf, die uit de permutaties van {\displaystyle G} bestaat.
Hoewel Burnside de stelling toeschrijft 
aan Jordan, 
is volgens Eric Nummela 
de stelling van Cayley de goede naam voor de stelling. In zijn oorspronkelijk artikel uit 1854,
waarin hij het begrip van een groep introduceerde, toonde Caley volgens Nummela aan dat de 'correspondentie' in de stelling een op een is, maar hij slaagde er niet om aan te tonen dat er sprake was van een homoformisme, dus van een isomorfisme. Nummela merkte op dat Cayley dit resultaat 16 jaar voor Jordan publiceerde.
Definieer voor {\displaystyle g\in G} de afbeelding {\displaystyle \varphi _{g}\colon G\to G} door {\displaystyle \varphi _{g}(x)=gx}. Dan is {\displaystyle \varphi _{g}\in \mathrm {Sym} (G)} en is {\displaystyle H=\{\varphi _{g}|g\in G\}\subset \mathrm {Sym} (G)}. Voor de transformatie {\displaystyle T\colon G\to H} met {\displaystyle T(g)=\varphi _{g}} geldt:
{\displaystyle T(gg')(x)=\varphi _{gg'}(x)=gg'x=\varphi _{g}(g'x)=T_{g}(g'x)=T_{g}T_{g'}(x)}
dus {\displaystyle T} is een homomorfisme.
Verder is {\displaystyle H=T(G)} en is {\displaystyle T} injectief, dus  bijectief, en dus een isomorfisme.